# Lutz Budraß
Lutz Budraß (né en 1961 à Bottrop) est un historien allemand expert en histoire de l'aviation.

## Biographie
Il étudie de 1981 à 1987, l'économie, les mathématiques, les sciences sociales et l'histoire a la Rheinische Friedrich-Wilhelms-Universität de Bonn, puis a l'Université de Warwick ou il obtient un Master of Arts, en 1987. Il devient chercheur en histoire sociale, économique et technique à l'Institut historique et en 1997 à la Faculté d'Histoire à l'Université de Bochum. Il reçoit le Prix Werner-Hahlweg d'histoire militaire et de science militaire. Cofondateur en 1989 et membre du groupe de travail du conseil d'administration pour l'entreprise critique et l'histoire industrielle (ACCU) à Bochum. De 2004 à 2005, il est membre de la commission d'experts "de la technologie et de la responsabilité" à Rostock. En 2010, il a reçu un professeur invité à l'Université de Central Michigan à Mount Pleasant.

### Articles
- Unternehmer im Nationalsozialismus. Der „Sonderbevollmächtigte des Generalfeldmarschalls Göring für die Herstellung der Ju 88“. In: Werner Plumpe, Christian Kleinschmidt (Hrsg.): Unternehmen zwischen Markt und Macht. Aspekte deutscher Unternehmens- und Industriegeschichte im 20. Jahrhundert (= Bochumer Schriften zur Unternehmens- und Industriegeschichte, Band 1). Klartext, Essen 1992,  (ISBN 3-88474-006-7), S. 74–89.
- Der Junkers-Konzern. Das Programm des Heinrich Koppenberg und die Funktion des Fordismus in der Rüstung des „Dritten Reiches“. Stiftung Bauhaus Dessau/Rheinisch-Westfälische Technische Hochschule Aachen (Hrsg.): Zukunft aus Amerika. Fordismus in der Zwischenkriegszeit. Siedlung, Stadt, Raum. Stiftung Bauhaus Dessau/Rheinisch-Westfälische Technische Hochschule Aachen, Dessau/Aachen 1995,  (ISBN 3-910022-06-5), S. 148–161.
- mit Stefan Prott: Demontage und Konversion. Zur Einbindung rüstungsindustrieller Kapazitäten in technologiepolitische Strategien im Deutschland der Nachkriegszeit. In: Johannes Bähr, Dietmar Petzina (Hrsg.): Innovationsverhalten und Entscheidungsstrukturen. Vergleichende Studien zur wirtschaftlichen Entwicklung im geteilten Deutschland 1945–1999 (= Schriften zur Wirtschafts- und Sozialgeschichte, Band 48). Duncker & Humblot, Berlin 1996,  (ISBN 3-428-08840-9), S. 303–340.
- Die deutsche Luftrüstung und die böhmischen Länder 1938/39. In: Boris Barth, Josef Faltus, Jan Křen, Eduard Kubů (Hrsg.): Konkurrenzpartnerschaft. Die deutsche und die tschechoslowakische Wirtschaft in der Zwischenkriegszeit (= Veröffentlichungen der Deutsch-Tschechischen und Deutsch-Slowakischen Historikerkommission, Band 7 / Veröffentlichungen des Bundesinstituts für Kultur und Geschichte der Deutschen im östlichen Europa, Band 14). Klartext, Essen 1999,  (ISBN 3-88474-741-X), S. 246–257.
- mit Stefan Prott, Dag Krienen: Nicht nur Spezialisten. Das Humankapital der deutschen Flugzeugindustrie in der Industrie- und Standortpolitik der Nachkriegszeit. In: Lothar Baar, Dietmar Petzina (Hrsg.): Deutsch-deutsche Wirtschaft. 1945 bis 1990. Strukturveränderungen, Innovationen und regionaler Wandel. Ein Vergleich. Scripta-Mercaturae, St. Katharinen 1999,  (ISBN 3-89590-073-7), S. 466–529.
- Das „soziale Gewissen“ des Bundes? Herkunft und Nutzen eines häufig gebrauchten Bildes. In: Karsten Rudolph et al. (Hrsg.): Reform an Rhein und Ruhr. Nordrhein-Westfalens Weg ins 21. Jahrhundert. Mit einem Vorwort von Wolfgang Clement, Dietz, Bonn 2000,  (ISBN 3-8012-0292-5), S. 116–120.
- Pfeil 6, oder. Warum gibt es eigentlich keine deutschen Verkehrsflugzeuge? In: Karl-Peter Ellerbrock, Günther Högl (Hrsg.): Horizonte. Zur Wirtschafts- und Kulturgeschichte des westfälischen Luftverkehrs. Festschrift zum 75-jährigen Bestehen der Flughafen Dortmund GmbH. Klartext, Essen 2001,  (ISBN 3-89861-030-6), S. 152–172.
- Zwischen Unternehmen und Luftwaffe. Die Luftfahrtforschung im Dritten Reich. In: Helmut Maier (Hrsg.): Rüstungsforschung im Nationalsozialismus. Organisation, Mobilisierung und Entgrenzung der Technikwissenschaften (= Geschichte der Kaiser-Wilhelm-Gesellschaft im Nationalsozialismus, Band 3). Wallstein, Göttingen 2002,  (ISBN 3-89244-497-8), S. 142–182.
- Sackgasse oder Zwischenspeicher? Die deutsche Luftfahrtindustrie und die Führungsschicht der deutschen Wirtschaft. In: Volker Berghahn, Stefan Unger, Dieter Ziegler (Hrsg.): Die deutsche Wirtschaftselite im 20. Jahrhundert. Kontinuität und Mentalität (= Bochumer Schriften zur Unternehmens- und Industriegeschichte, Band 11). Klartext, Essen 2003,  (ISBN 3-89861-256-2), S. 129–152.
- Kriegsdienst eines Dienstleisters. Die knapp abgewendete Industrialisierung der Lufthansa, 1933–1946. In: Werner Abelshauser, Jan-Otmar Hesse, Werner Plumpe (Hrsg.): Festschrift für Dietmar Petzina zum 65. Geburtstag. Wirtschaftsordnung, Staat und Unternehmen. Neue Forschungen zur Wirtschaftsgeschichte des Nationalsozialismus. Klartext, Essen 2003,  (ISBN 3-89861-259-7), S. 99–123.
- Das Ruhrgebiet und die nationalsozialistische Rüstungspolitik. Einige Anmerkungen zum Bild der „Waffenschmiede des Reiches“. In: Dietmar Bleidick, Manfred Rasch (Hrsg.): Festschrift für Wolfhard Weber zum 65. Geburtstag. Technikgeschichte im Ruhrgebiet, Technikgeschichte für das Ruhrgebiet. Klartext, Essen 2004,  (ISBN 3-89861-376-3), S. 687–709.
- Rohrbach und Dornier. Zwei Unternehmen aus dem Zeppelin-Flugzeugbau in der Weimarer Republik und im Nationalsozialismus. In: Wolfgang Meighörner (Hrsg.): Zeppelins Flieger. Das Flugzeug im Zeppelin-Konzern und seinen Nachfolgebetrieben. Wasmuth, Tübingen 2006,  (ISBN 3-8030-3316-0), S. 202–235.
- • „Helmut Schön Kv.“ Fußball im nationalsozialistischen Deutschland. In: Jürgen Mittag, Jörg-Uwe Nieland (Hrsg.): Das Spiel mit dem Fußball. Interessen, Projektionen und Vereinnahmungen. Klartext, Essen 2007,  (ISBN 978-3-89861-635-5), S. 51–68.
- Staatsnähe und Unsicherheit. Die deutsche Luftfahrtindustrie. In: Helmuth Trischler, Kai-Uwe Schrogl (Hrsg.): Ein Jahrhundert im Flug. Luft- und Raumfahrtforschung in Deutschland 1907–2007. Campus, Frankfurt am Main 2007,  (ISBN 978-3-593-38330-9), S. 156–176.
- Hans Joachim Pabst von Ohain. Neue Erkenntnisse zu seiner Rolle in der nationalsozialistischen Rüstung. In: Friedrich-Ebert-Stiftung, Landesbüro Mecklenburg-Vorpommern (Hrsg.): Technikgeschichte kontrovers. Zur Geschichte des Fliegens und des Flugzeugbaus in Mecklenburg-Vorpommern (=Beiträge zur Geschichte Mecklenburg-Vorpommern, Band 13), Friedrich-Ebert-Stiftung, Landesbüro Mecklenburg-Vorpommern, Schwerin 2007,  (ISBN 978-3-89892-619-5), S. 52–69.
- „Ein Lehrstuhl für die Geschichte der Zukunft.“ Zur Gründung der Sozial- und Wirtschaftsgeschichte an der Ruhr-Universität Bochum. In: Iris Kwiatkowski, Michael Oberweis (Hrsg.): Recht, Religion, Gesellschaft und Kultur im Wandel der Geschichte. Ferculum de cibis spiritualibus. Festschrift für Dieter Scheler (= Schriftenreihe Studien zur Geschichtsforschung des Mittelalters, Band 23). Dr. Kovač, Hamburg 2008,  (ISBN 978-3-8300-3384-4), S. 483-508.
- Die Entfaltung der nationalsozialistischen Aufrüstung. In: Stadt Friedrichshafen (Hrsg.): Zeppelin 1908 bis 2008. Stiftung und Unternehmen. C.H. Beck, München 2008,  (ISBN 978-3-406-57069-8), S. 171–186.
- „Kalorienjäger“, Physiker und Betriebswirte. Von der Wärmestelle zum Betriebsforschungsinstitut des Vereins Deutscher Eisenhüttenleute. In: Helmut Meier, Andreas Zilt, Manfred Rasch (Hrsg.): 150 Jahre Stahlinstitut VDEh. 1860-2010. Klartext, Essen 2010,  (ISBN 978-3-8375-0051-6), S. 639–670.
- Das Kaiser-Wilhelm-Institut für Arbeitsphysiologie und die Ernährungswirtschaft. In: Theo Plesser, Hans-Ulrich Thamer (Hrsg.): Arbeit, Leistung und Ernährung. Vom Kaiser-Wilhelm-Institut für Arbeitsphysiologie in Berlin zum Max-Planck-Institut für molekulare Physiologie und Leibniz Institut für Arbeitsforschung in Dortmund (= Pallas Athene, Band 44). Steiner, Stuttgart 2012,  (ISBN 978-3-515-10200-1), S. 263–294.
- Juristen sind keine Historiker. Der Prozess gegen Erhard Milch. In: Kim C. Priemel, Alexa Stiller (Hrsg.): NMT. Die Nürnberger Militärtribunale zwischen Geschichte, Gerechtigkeit und Rechtschöpfung. Hamburger Edition, Hamburg 2013,  (ISBN 978-3-86854-260-8), S. 194–229.

## Interview
- Wichtig war allein das Wachstum (Interview über den Flugzeugpionier Ernst Heinkel). In: Stuttgarter Zeitung, 13. November 2013.